# 眺めのいい部屋 (映画)
『眺めのいい部屋』（ながめのいいへや、A Room with a View）は、E.M.フォースターの同名小説(1908年)をジェームズ・アイヴォリー監督が1986年に映画化した作品。第59回アカデミー賞で最多8部門にノミネートされ、脚色賞（ルース・プラワー・ジャブヴァーラ）、衣装賞、美術賞の3部門を受賞した。

## 概要
オープニングにはプッチーニのオペラ『ジャンニ・スキッキ』のアリア「私のお父さん」（O mio babbino caro）が使われ、ピクニックでのキスシーンでは同じくプッチーニのオペラ『つばめ』のアリア「ドレッタの夢」が内容とリンクさせ、共に効果的に使われている。音源は1983年にリリースされたキリ・テ・カナワの「プッチーニ・ヴェルディ・アリア集」（CBSマスターワークス、現ソニー・マスターワークス）で、サウンドトラックCDにも収録されたことで広く知られるようになった。なお、ヒロインの名前はルーシーであるが、イタリア旅行中にシャーロットがイタリア名でルチアと呼ぶ場面があり、これはドニゼッティのオペラ『ランメルモールのルチア』を意識したもの。このオペラはフォースターの第1作『天使が踏むを恐れる処』でイタリアに駆け落ちする英国女性を巡る騒動で、親類が彼女を追ってイタリアに旅行した際に観たのがこのオペラである。また、本作でピクニックの場面で女流作家ラヴィッシュが自作の概要としてシャーロットに語るのが、この小説のことである。なお、アイヴォリーはヘンリー・ジェイムズの小説『ボストンの人々』を映画化した前作『ボストニアン』の中で既に『ランメルモールのルチア』の音楽を使用した。
使用音楽の変遷が、原作同様にヒロイン、ルーシーの心境を表していて、クレジットにはないがベートーヴェンの「ヴァルトシュタイン」、シューマン、モーツァルトのピアノ・ソナタが使われている。なお、ヴァイス邸での夜会でルーシーが弾くシューマンのピアノ演奏を聴く客として本作のオーディションに落ちたジェームズ・ウィルビーがカメオ出演しているが、続く『モーリス』で当初予定されていたジュリアン・サンズが降りたことにより主演することになった。
1986年3月に全米公開後、世界各国で公開された。日本では1987年に公開されたが、「聖なる池」の場面での全裸での水浴びシーンが当時の規制では無修正で上映することが不可能だったため、部分修正とカットで処理された。充分な修正費をかけられなかったためであるが、その結果内容が飛ぶことになった。権利期間が過ぎ、再公開された際は新字幕無修正で正式公開された。その後の再々公開では字幕は初版に戻されたため、一部誤訳が残った。

## ストーリー
時は1907年。イギリスの良家の令嬢ルーシー・ハニーチャーチは、年配の独身の従姉シャーロットをシャペロン（付き添い・引率婦人）として、イタリアのフィレンツェへとやってきた。イギリスからの観光客で賑わう宿屋「ベルトリーニ」で、案内された部屋が、期待していたアルノ河に面した眺めの良い部屋ではなかったことに不満を持ったシャーロットは苦情を言うが、それを聞いていた宿泊客のエマソンは、息子のジョージと共に泊っていた眺めのいい部屋と交換してもいいと申し出る。元々は物欲しさが滲みでても自らは申し出ずに、向こうが提供する状況を待つという性格のシャーロットであったが、イギリスの階級社会の常識から外れるエマソンの言動から、さすがに申し出を辞退してしまう。しかし同宿していたルーシーの地元教区のビーブ牧師に促され、結局は申し出を受けることにする。
翌朝、ひとりで町に出て観光していたルーシーはエマソンと出会い、行動を共にする。だが、広場の喧嘩で刺された男が血だらけになっている場面に出くわしたルーシーは気絶、ジョージから介抱されることとなり、ふたりはお互いを意識しはじめる。後日、他の宿泊客たちとピクニックに出かけたルーシーは、ジョージと2人きりになった麦畑で激情にかられ、キスを交わしてしまった。2人の仲を知ったシャーロットは、逗留を切り上げルーシーをイギリスに連れ帰るのだった。
帰国して数ヵ月後、ルーシーは、教養豊かなシシル・ヴァイスからのプロポーズを受け、婚約する。そのシシルがロンドンで出合ったエマソン父子に、ルーシーの家に近い貸家の世話をしたことにより、ルーシーはジョージと再会する。ジョージはルーシー家の人々と交流しはじめる。ルーシーの家族がシシルに感覚的齟齬を感じ始めた頃、ルーシーに熱い想いを打ち明けるジョージだったが、既に婚約者のいるルーシーは拒絶するしかなく、ルーシーへの想いが絶ち難いジョージは、貸家から去ることになった。悲嘆にくれ、当惑するルーシーは、シャーロットの話を聞き、またエマソンやビーブ牧師に諭され、自分の気持ちに正直になって、シシルとの婚約を解消する。
そして、秋のフィレンツェ。結ばれたルーシーとジョージは、初めて出会った思い出の「ベルトリーニ」の眺めのいい部屋を、再び訪れるのだった。

## キャスト
フィレンツェ
- シャーロット・バートレット（ルーシーの従姉でシャペロン）　：　マギー・スミス
- ルーシー・ハニーチャーチ（シャーロットの従妹で預かり者）　：　ヘレナ・ボナム＝カーター
- エマソン氏（ジョージの父、英国人旅行者）　：　デンホルム・エリオット
- ジョージ・エマソン　：　ジュリアン・サンズ
- ビーブ牧師　：　サイモン・カロウ
- イーガー氏（フィレンツェ英国国教会の礼拝堂勤務牧師）　：　パトリック・ゴドフリー
- エリナー・ラヴィッシュ（小説家）　：　ジュディ・デンチ
- アラン姉妹　：　フェイビア・ドレイク＆ジョーン・ヘンリー
- コックニーの女将　：　アマンダ・ウォーカー

ウィンディ・コーナー
- シシル・ヴァイス　：　ダニエル・デイ＝ルイス
- ヴァイス夫人（シシルの母）　：　マリア・ブリトネーヴァ
- マリアン・ハニーチャーチ（ルーシーの母）　：　ローズマリー・リーチ
- フレディ・ハニーチャーチ（ルーシーの弟）　：　ルパート・グレイヴス
- サー・ハリー・オトウェイ（地主）　：　ピーター・セリエ
- ミニー・ビーブ　：　ミア・フォザーギル